# Pintor de Antimenes

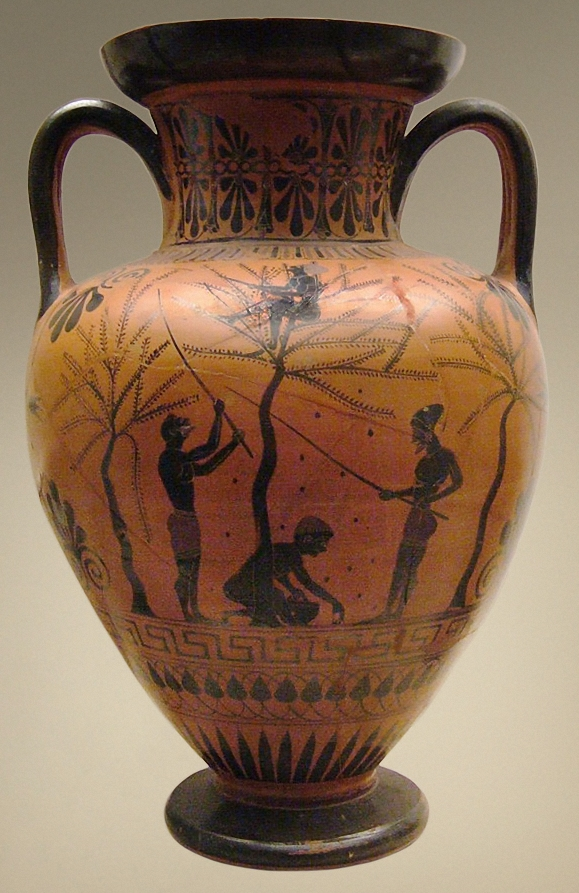
Recolección de aceitunas, ánfora de ca. de 520 a. C.Museo Británico.

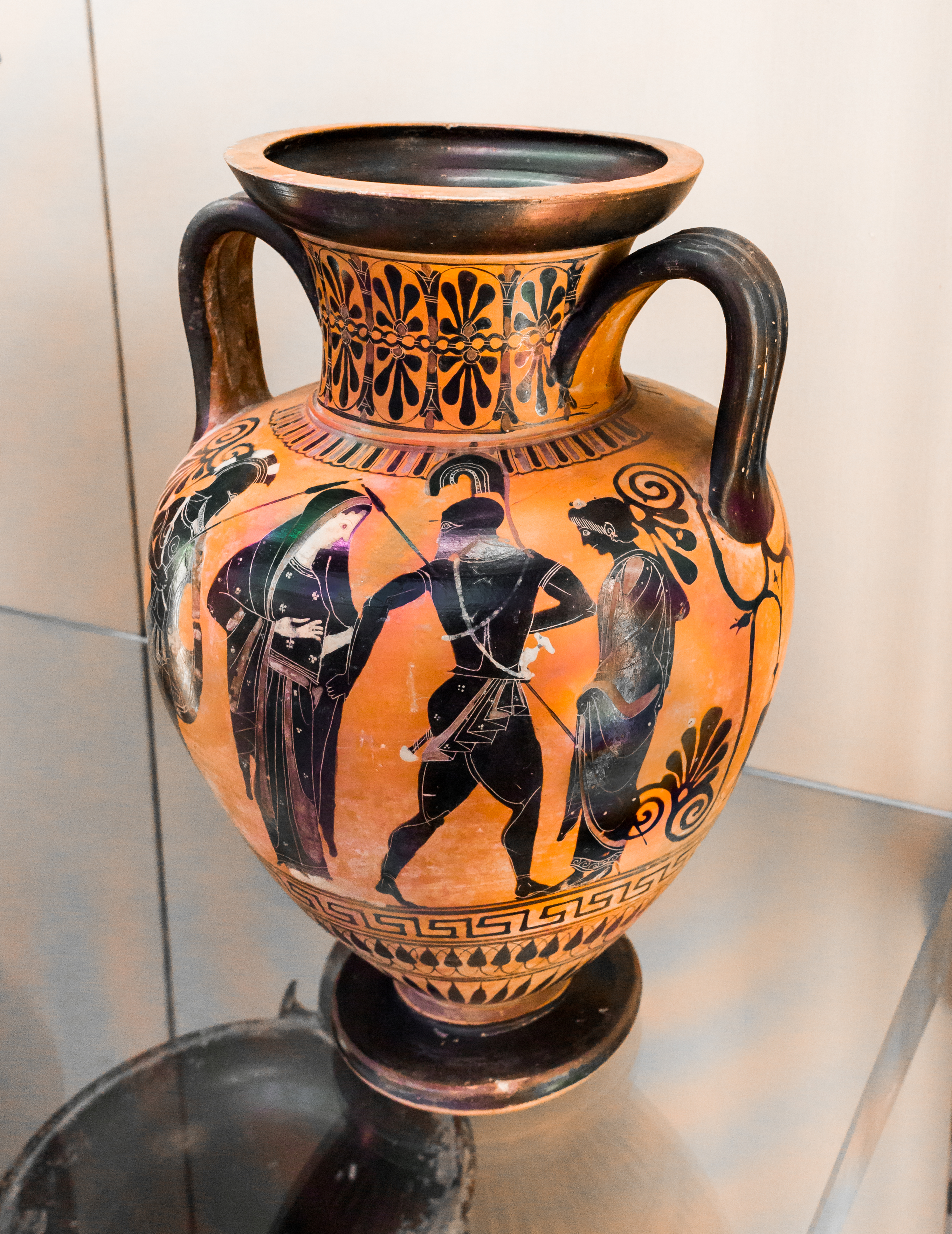
Ánfora ática de figuras negras que representa a la troyana Helena conducida por Menelao, del Pintor de Antimenes, c. 520 a. C., Museo Británico, n.º inv. 1836, Londres.

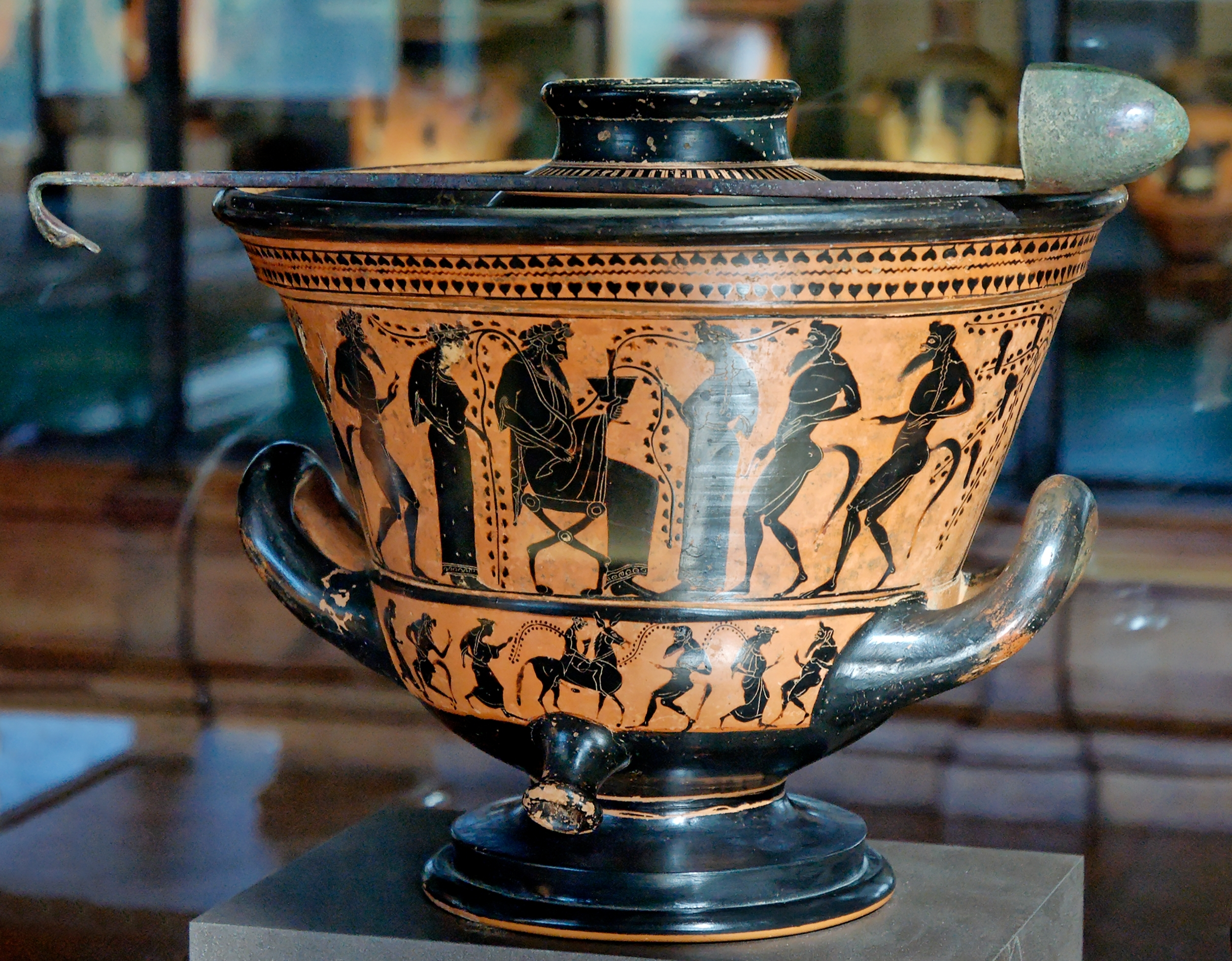
Crátera-psictero (inusual) ática de figuras negras que representa a Dioniso y tíaso (comitiva extática de Dioniso).

El Pintor de Antimenes fue un pintor ático de vasos que utilizaba la técnica de cerámica de figuras negras y que estuvo activo alrededor de 530 a 510 a. C.
Este pintor de vasos recibió su nombre convenido del experto en arte británico John Beazley a raíz de una inscripción que alababa a Antimenes: ANTIMENES KALOS (las inscripciones de los pintores solían honrar a sus contemporáneos favoritos con inscripciones kalos; hoy en día se conocen varios cientos de estas inscripciones) en una hidria expuesta en Leiden (Rijksmuseum van Oudheden: PC63). Fue uno de los artistas de figuras negras más prolíficos de Atenas en el siglo VI a. C. Se conservan aproximadamente 140 de sus obras. Se le ha identificado únicamente por los rasgos estilísticos de su obra.
Decoró principalmente ánforas de cuello e hidrias estándar, pero también se conocen varias ánforas pseudo-panatenaicas, dinos, psicteros y cráteras de cáliz decoradas por él. La mayoría de estos vasos se encontraron en el territorio de la antigua Etruria, especialmente cerca de la ciudad de Vulci. Decoró sus vasos con una amplia gama de escenas mitológicas y genéricas.
Fue uno de los artistas conservadores que se mantuvieron fieles a la técnica de la pintura de figuras negras incluso después de que la técnica de la figuras rojas se hubiera establecido firmemente (el estilo de figuras rojas apareció alrededor del 525 a C.).
Representó en su obra el repertorio de su época: las aventuras de Heracles, Dioniso y sus compañeros y escenas de carros de guerra. Acostumbraba variar los temas, sus composiciones son descritas como organizadas. Sus motivos distintivos son bastante idílicos y a menudo incluía figurillas menores subsidiarias a la narración principal. Algunos ejemplos son una escena en la mencionada hidria de Leiden y una representación de la cosecha de aceitunas en un ánfora que se encuentra en el Museo Británico de Londres. Beazley lo llamó el "hermano" de Psiax, basándose en su estilo pictórico y por la similitud de su obra con la de Lido, probable alumno de este pintor de vasos más antiguo. Algunas similitudes con su obra también se pueden encontrar en las obras del Pintor de Lisipides (con quien compartió el dominio de la decoración de figuras negras en ese momento). El estilo del Pintor de Antimenes es en realidad más brillante que el del Pintor Lisipides o Psiax, sus figuras son grandes y fuertes (parecen más naturales)  y, en la medida de lo posible, no se superponen. Su pintura no siempre es precisa, aunque incluso sus pequeñas imágenes están dibujadas con gran detalle, como las de los brazos y frontones de sus hidrias o las de las ánforas. Las similitudes en el tema, la composición y la ornamentación sugieren que todos estos artistas podrían haber colaborado dentro de un mismo grupo de obras.
Su obra puede dividirse en tres fases (períodos) de su trabajo. La primera fase se caracteriza por la frecuente repetición de los mismos temas, mientras que la influencia del Pintor de Lisipides es evidente en los temas y composiciones. Durante la segunda fase dirigió su propio taller, cuya producción incluyó la decoración de formas de vasos más inusuales, como dinos, cráteras de cáliz o psicteros. La tercera fase representó el cenit de su carrera. Aunque en este periodo decoró menos vasos, estos están elaboradamente detallados.
Representó muchos temas y también introdujo nuevos detalles en temas anteriores o les dio un toque idílico, como en las escenas de las ánforas, una que representa a Heracles y el centauro Folo (Museo nazionale etrusco di Villa Giulia 50626, Roma) y la otra de Heracles y el perro de tres cabezas Cerbero (Louvre, F 228, París). Heracles era el héroe favorito del pintor. Sin embargo, las escenas con fuentes son frecuentes en su obra. Algunas de las escenas que adornan los abultados vasos son literalmente innovadoras, como la escena que representa la recolección de aceitunas en un ánfora de Berlín (Antikensammlung F 1855) o la representación de hombres duchándose en una hidria de Leiden (Rijksmuseum van Oudheden, PC63). Pintó representaciones de Medusa y Perseo en un ánfora de Múnich (Staatliche Antikensammlungen 1555) o escenas con Paris y diosas (la manzana de la discordia) en una hidria de Basilea (Museo de arte antiguo de Basilea y colección Ludwig BS 434), son impresionantemente dramáticas y atestiguan el extraordinario talento del pintor para representar historias mitológicas. Fue probablemente el primer pintor que utilizó la técnica de pintura de vasos sobre fondo blanco en los cuellos de ánforas e hidrias, y probablemente fue el primero en decorar estas dos formas de vasos con máscaras de Dioniso y grandes ojos (el tema derivaba de la decoración de los kílices con ojos de tipo A). Todas estas innovaciones indican su deseo de mantener la competitividad de la técnica de las figuras negras.